# (48737) Cusinato
(48737) Cusinato est un astéroïde de la ceinture principale.

## Description
(48737) Cusinato est un astéroïde de la ceinture principale. Il fut découvert le 8 mars 1997 à Pianoro par Vittorio Goretti. Il présente une orbite caractérisée par un demi-grand axe de 2,34 UA, une excentricité de 0,19 et une inclinaison de 1,3° par rapport à l'écliptique.

## Compléments